# Gli occhi freddi della paura
Pour plus de détails, voir Fiche technique et Distribution.
Gli occhi freddi della paura, parfois connu sous sa traduction Les Yeux froids de la peur est un giallo italo-espagnol réalisé par Enzo G. Castellari, sorti en 1971 en Italie puis en 1972 en Espagne.

## Synopsis
Peter Flower, un jeune homme séduisant (Gianni Garko) séduit Anna, une jolie fille italienne (Giovanna Ralli), et la ramène à la maison de son père pour s'amuser. Mais il ignore que deux prisonniers dangereux se sont introduits dans la maison pour attaquer le père (Fernando Rey), qui était le juge qui les a envoyés en prison. Les personnages sont coincés ensemble dans la maison pour une nuit sous tension, le jeune playboy essayant également de comprendre comment sauver son père d'une bombe posée à son travail.

## Fiche technique
Sauf indication contraire, les informations mentionnées dans cette section peuvent être confirmées par la base de données cinématographiques IMDb,  présente dans la section « Liens externes ».
- Titre original italien : Gli occhi freddi della paura[2] (litt. « Les Yeux froids de la peur »)
- Titre espagnol : Los fríos ojos del miedo[3]
- Réalisation : Enzo G. Castellari
- Scénario : Tito Carpi (it), Enzo G. Castellari
- Photographie : Antonio Lopez Ballesteros
- Montage : Vincenzo Tomassi (it)
- Musique : Ennio Morricone
- Pays de production :  Italie,  Espagne
- Langue de tournage : italien, espagnol
- Format : Couleurs Technicolor - 1,85:1 - Son mono - 35 mm
- Durée : 95 minutes
- Genre : giallo
- Dates de sortie :
  - Italie : 6 avril 1971
  - Espagne : 21 février 1972

## Distribution
- Giovanna Ralli : Anna
- Frank Wolff : Arthur Welt
- Fernando Rey : Juez Flower
- Gianni Garko : Peter Flower
- Julián Mateos : Quill
- Karin Schubert : l'actrice de la boîte de nuit

## Production
Le film a été écrit par Enzo G. Castellari et Tito Carpi. Bien que Leo Anchóriz soit crédité comme co-auteur, il n'avait rien à voir avec le scénario : son nom apparaît uniquement pour satisfaire les lois de coproduction, nécessaires pour établir le film comme une production à double nationalité. Capri et Castellari ont écrit le scénario avec l'idée d'un film entier se déroulant dans un appartement, idée influencée par le film Seule dans la nuit . Casterllari a également été influencé par Les Garçons de la bande (1970) de William Friedkin et a emprunté des éléments d'intrigue à La Maison des otages de William Wyler (1955).  Le film étant à l'origine destiné à un public étranger, Castellari et Carpi ont fait traduire leur scénario en anglais par Alice, femme de l'acteur Frank Wolff, qui tient le rôle principal.
Le film a été tourné au studio Cinecittà à Rome et en extérieur à Londres. Fait malheureux, sa femme Alice a quitté Frank Wolff durant le tournage. Ce dernier s'est suicidé dans sa chambre d'hôtel à Rome, quelques mois après la fin production, en décembre 1971.

## Exploitation
Gli occhi freddi della paura est sorti en Italie le 6 avril 1971, où il a été distribué par Cineraid et a réalisé 197 089 000 lires de recettes. Il est sorti en Espagne le 21 mai 1972 sous le nom de Los fríos ojos del miedo, et a également été commercialisé dans les pays anglophones sous les titres Cold Eyes of Fear ou Desperate moments.

### Accueil critique
AllMovie décrit le film comme un « giallo-thriller intelligemment conçu », notant que le film s'approprie « le penchant des gialli pour des décors remarquables et une photographie audacieuse (une scène est tournée à travers des glaçons dans un verre) » et que le « spectacle érotique SM qui, bien que survenu au début du film, reste sa séquence la plus mémorable ». La revue conclut que « le reste du film n'est par ailleurs pas mauvais, grâce au montage de Vincenzo Tomassi (monteur de plusieurs des films d'horreur de Lucio Fulci) et la bande-son composée par Ennio Morricone ».
Danny Shipka, auteur de Perverse Titilation, un ouvrage sur les films d'exploitation européens, écrit que le film semble avoir été « conçu pour être un thriller incorporant des éléments de giallo, au moment où le sous-genre devient lucratif ». Il conclut que le public de thrillers ou de gialli serait probablement déçu par Gli occhi freddi della paura et qu'il y a « beaucoup de gialli bourrés d'action et de gore à regarder, mais celui-ci n'en fait pas partie ».